# Geografia Wyspy Man

Mapa topograficzna Wyspy Man

Wyspa Man jest niewielkim obszarem lądowym położonym na środku Morza Irlandzkiego. Wyspa Man, posiadająca status dependencji Korony brytyjskiej, jest wyspą stosunkowo nizinną o łagodnym, morskim klimacie. Wyspa jest licznie odwiedzana przez turystów.

## Powierzchnia, położenie i skrajne punkty
Wyspa leży w środkowej części Morza Irlandzkiego. Jej centralny punkt ma współrzędne 54°13′N i 4°31′W. Na północy od wybrzeży Szkocji dzieli ją niespełna 30 km, na wschodzie od wybrzeży Anglii ok. 56 km, zaś na zachodzie od brzegów Irlandii ok. 55 km. Ma kształt wydłużony w kierunku z północnego wschodu na południowy zachód. Jej długość wynosi 52 km, a największa szerokość 22 km. Najdalej na północ sięgającym punktem wyspy jest przylądek Point of Ayre, natomiast punktem najdalej wysuniętym na południe – przylądek Dreswick Point na półwyspie Langness.
Powierzchnia wyspy wynosi 572 km², z czego 1 km² (0,175%) przypada na wody śródlądowe.

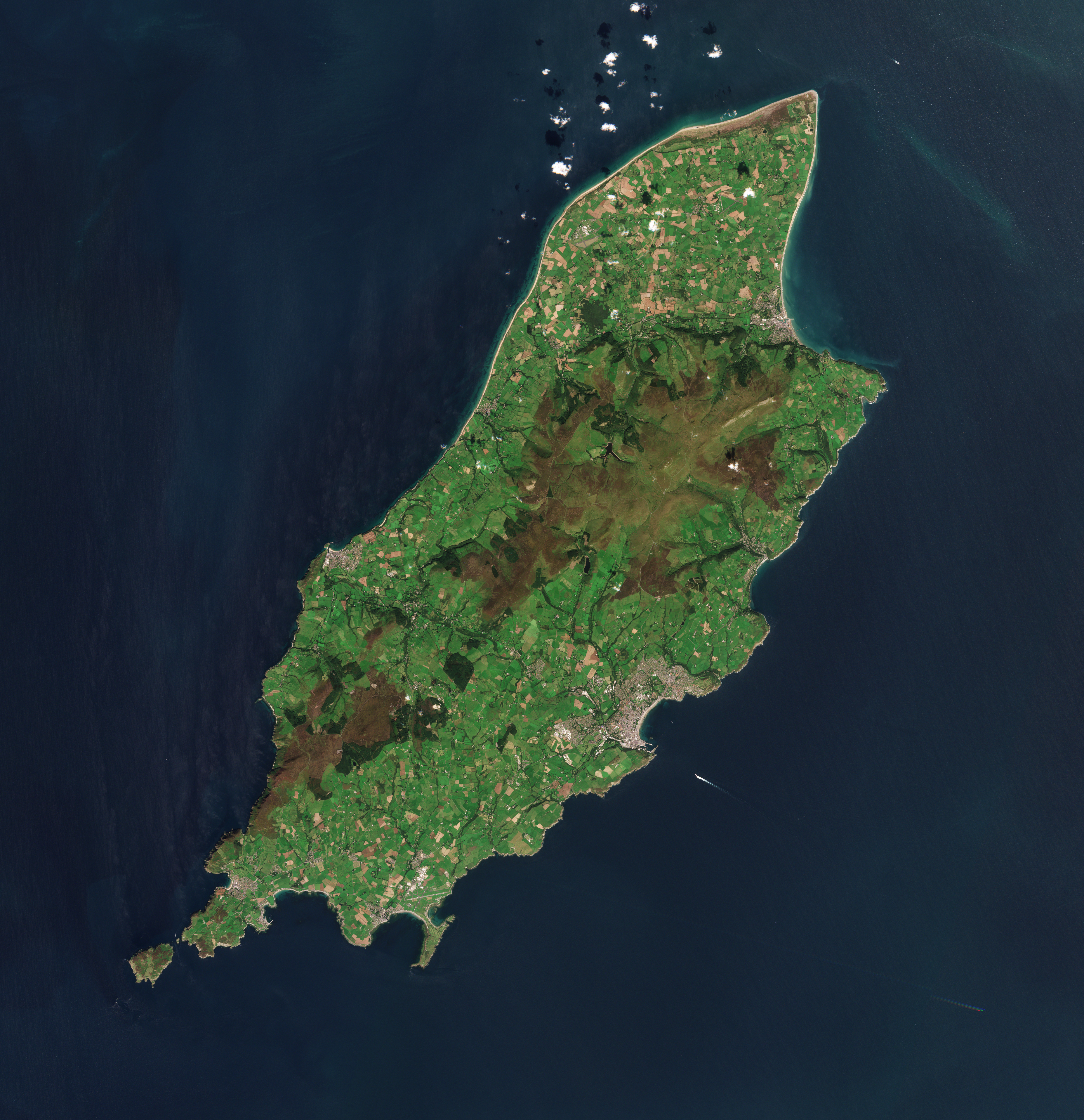
Zdjęcie satelitarne wyspy

## Geologia
Trzon wyspy zbudowany jest głównie ze staropaleozoicznych (ordowik) skał metamorficznych, łupków ilastych i piaskowców, które następnie, w sylurze, uległy sfałdowaniom i potrzaskaniu uskokami podczas kaledońskich ruchów górotwórczych. Strefa młodszych skał z okresu syluru ciągnie się wzdłuż zachodniego wybrzeża między miejscowościami Niarbyl a Peel, a niewielki obszar wokół samego Peel zajmują dewońskie piaskowce. Pas skał pochodzących z karbonu tworzy część niziny na północy wyspy, lecz utwory te nigdzie nie są widoczne na powierzchni. Tym niemniej skały tego samego wieku odsłaniają się na południu wyspy, między Castletown, Silverdale i Port St Mary. Skały pochodzące z przełomu permu i triasu występują w rejonie Point of Ayre na północnym skraju wyspy, jednak i one – jak cała północna, nizinna część wyspy – przykryte są młodszymi osadami czwartorzędowymi.

## Ukształtowanie poziome i pionowe
Linia brzegowa nie jest rozbudowana, jej długość wynosi 160 km. Poza południowym skrawkiem wyspy urozmaica ją jedynie grupa łagodnych zatok na wschodnim brzegu, m.in. szeroka Zatoka Ramsey na północy i Zatoka Douglas w części centralnej. Na południu wyróżniają się wyraźne zatoki Poolvash i Castletown, ta ostatnia ograniczona od wschodu długim, rozgałęzionym półwyspem Langness.
U południowo-zachodniego krańca wyspy, oddzielona cieśniną Calf, leży niewielka wyspa Calf of Man. Przy brzegach wyspy Man znajduje się jeszcze kilka małych wysepek, a to Kitterland na wodach wspomnianej cieśniny Calf, Chicken Rock u południowych brzegów Calf of Man, The Carrick w zatoce Castletown, St Michael's Isle u północnych brzegów półwyspu Langness oraz St Patrick’s Isle u zachodnich brzegów wyspy, na wysokości miasteczka Peel.
Na zachodnim brzegu wybrzeże na sporej długości jest wyrównane. Wybrzeże przeważnie klifowe, niezbyt wysokie klify rzędu 10–30 m ciągną się niemal na całej długości wschodniego wybrzeża. Na zachodniej stronie wyspy, a także na północnej przeważają niskie plaże, pokryte żwirem. Południowa część zachodniego wybrzeża jest klifowa. Na obecny kształt wybrzeża wyspy ma wpływ nieustanne działanie wód morskich.
Obecny kształt rzeźby wyspy jest wynikiem działań jakie miały miejsce podczas ostatnich zlodowaceń plejstoceńskich. Toteż krajobraz wyspy jest dokładnym odzwierciedleniem niedawnych procesów formowania się powierzchni wyspy. Wyspa Man jest obszarem w większości nizinnym, którego średnia wysokość wynosi 200 m n.p.m. Obszar wyspy usiany jest mniejszymi i większymi wzgórzami będącymi efektem cofania się lądolodu. Wyspę można podzielić na dwie strefy: wyżynną na północy i nizinną na południu, dodatkowo centralna część wyspy jest niżej położona w stosunku do części południowej. Północna część wyspy to obszar wzgórz i zagłębień o średniej wysokości 300–500 m n.p.m. Tam też znajduje się najwyższy szczyt wyspy – Snaefell o wysokości 620 m n.p.m. Region na południu choć zaliczany do nizin, jest także usiany wzgórzami, przez co bardziej przypomina wyżynę niż nizinę, mimo iż teren tylko w kilku miejscach przekracza wartość 300 m n.p.m. Północny kraniec wyspy jest wybitnie nizinny i płaski.

## Klimat
Wyspa Man leży w strefie klimatu umiarkowanego ciepłego o morskiej, łagodnej odmianie. Wpływ na klimat ma nie tylko obecność morza i bliskość Oceanu Atlantyckiego, ale i działanie ciepłego prądu morskiego jakim jest Golfsztrom. Toteż wyspa cechuje się nadzwyczaj łagodnymi zimami i niezbyt ciepłymi latami. Obszar wyspy praktycznie przez cały rok znajduje się pod wpływem polarnomorskich mas powietrza.
Temperatury zimą rzadko spadają poniżej zera. Średnie wartości wynoszą około 5–6 °C, zaś latem jedynie 12–13 °C. Amplitudy dobowe są niewielkie i prawie w ogóle nie notuje się wartości ekstremalnych. Wyjątek może stanowić fakt, gdy wyspa dostaje się pod silny wpływ Wyżu Azorskiego. Maksimum letnie to 28 °C.
Opady są dość wysokie. Tereny nisko położone otrzymują średnio 800 mm w ciągu roku, zaś na górze Snaefell wartości roczne sięgają 1900 mm. Opady niemal wyłącznie występują w postaci deszczu, nie ma też wyraźnej pory o zmniejszonych wartościach opadowych. Wyspa cechuje się dużym poziomem zachmurzenia.

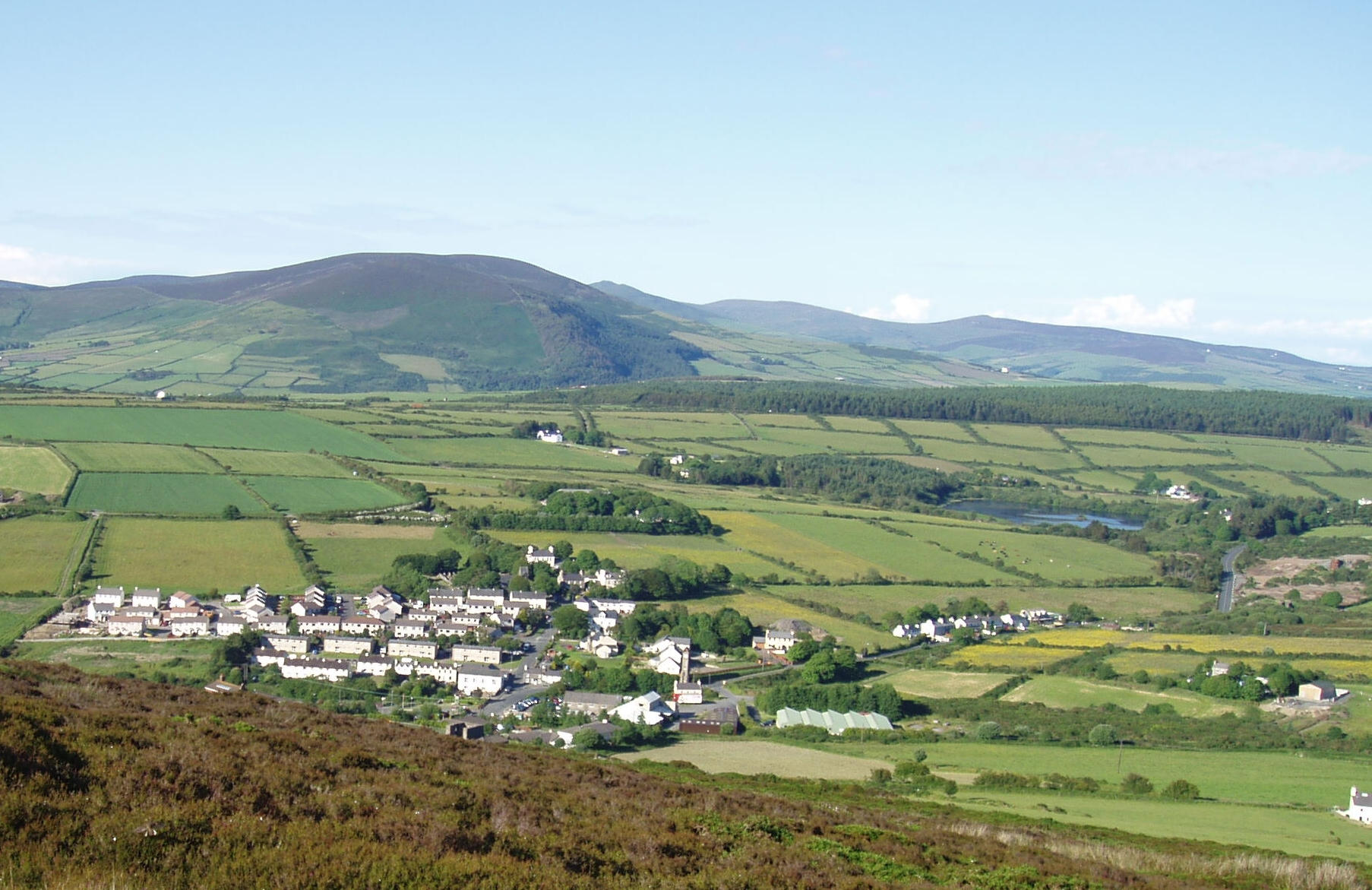
Krajobraz wyspy

## Wody
Wyspa posiada sieć niewielkich rzek i strumieni, cieki te nie są żeglowne. Głównymi rzekami są Sulby, odwadniająca znaczną część północnej części wyspy, Neb odwadniająca część środkowo-zachodnią, system rzek Baldwin – Glass – Dhoo odwadniający część środkowo-wschodnią oraz Silverburn, kanalizująca duży fragment południowej części wyspy. Na obszarze wyspy znajduje się też kilka niewielkich jezior polodowcowych.

## Flora i fauna
Szata roślinna została mocno przeobrażona. Ponad połowę powierzchni wyspy zajmują tereny rolnicze. Naturalną formacją roślinną wyspy są wrzosowiska i inne formacje bezleśne, gdzie miejscami występuje roślinność krzaczasta. Obecnie wrzosowiska zajmują 1/3 powierzchni wyspy. Występują niewielkie kompleksy leśne, składające się w większości z drzew liściastych.
Świat zwierząt należy do Regionu Europejskiego. Na wyspie nie występują duże ssaki. Liczne jest jedynie ptactwo, głównie morskie. Ptaki morskie zamieszkują głównie obszary w obrębie klifów.